# Yo (kana)
Yo (romanização do hiragana よ ou katakana ヨ) é um dos kana japoneses que representam um mora. No sistema moderno da ordem alfabética japonesa (Gojūon), ele ocupa a 38.ª posição do alfabeto, entre Yu e Ra.
Na sua forma pequena e acompanhado por um kana -i (ki, shi, chi...), este kana representa não um som separado mas uma modificação do kana -i (kyo, sho...) (ver yōon).
| Forma                   | Romaji          | Hiragana                   | Katakana                   |
| ----------------------- | --------------- | -------------------------- | -------------------------- |
| Normal y- (や行 ya-gyō) | yo              | よ                         | ヨ                         |
| Normal y- (や行 ya-gyō) | you yoo yō, yoh | よう, よぅ よお, よぉ よー | ヨウ, ヨゥ ヨオ, ヨォ ヨー |

## Formas alternativas
No Braile japonês, よ ou ヨ são representados como:
| － | ●  |
| － | ●  |
| ●  | － |

O Código Morse para よ ou ヨ é: －－

## Traços

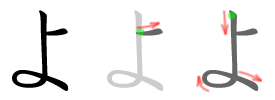
Seqüência de traços para escrita do よ

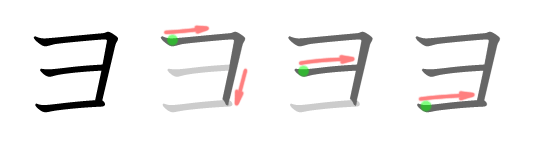
Seqüência de traços para escrita do ヨ